# Populous II: Trials of the Olympian Gods
Populous II: Trials of the Olympian Gods es un videojuego de 1991 desarrollado para los sistemas Amiga, Atari ST y MS-DOS por Bullfrog Productions. Es la secuela directa del juego de 1989 Populous, y el segundo videojuego de la serie. Al igual que la primera entrega de la serie, el juego pone al jugador en el rol de una deidad que debe dirigir a su pueblo a la conquista de sus rivales.

## Juego
La premisa del juego es igual a la de su predecesor, Populous, en el cual el jugador asume el rol de una deidad y debe llevar a su pueblo a derrotar a otras deidades y sus respectivos seguidores. El jugador debe alcanzar su objetivo mediante la construcción de edificios que cumplen diversas funciones para sus fieles y realizando intervenciones divinas (modificando el terreno y lanzando desastres a sus enemigos). Populous II también utiliza la misma perspectiva isométrica que la primera entrega, pero con gráficas mejoradas.
No obstante, a diferencia del primer juego, en Populous II: Trials of the Olympians, el jugador representa a una deidad griega. Al demandar su lugar entre los dioses del Monte Olimpo, el jugador se ve obligado a demostrar que es digno de ocupar esta posición, por lo que Zeus lo envía en una misión para derrotar a otros 32 oponentenes divinos y conquistar los diferentes mundos que ocupan.
Entre las adiciones más importantes con respecto a la primera entrega de la serie se encuentra varias mejoras a la interface, mayores detalles entre los fieles (se pueden apreciar las diferencias de sexo) y más desastres para lanzar sobre los enemigos. Además, es posible otorgar el título de "caballero" a uno de los fieles, convirtiéndolos en alguna figura de la mitología griega como Adonis o Helena de Troya, entre otros, cada uno con una serie de habilidades especiales diferentes.

## Recepción
El juego fue bien recibido en su época por la prensa especializada. La revista PC Power de Alemania le dio un puntaje de 85 sobre 100 a la versión de DOS, mientras que las revistas británicas Amiga Power y Amiga Format le dieron puntajes de 93 y 95 sobre 100, respectivamente. Más recientemente, el sitio de juegos retro Lemon Amiga calificó al juego con un 9 sobre 10, indicando que era una "continuación maestra de un juego maestro". Por su parte, IGN también realizó un análisis del juego ocho años después de su lanzamiento, indicanco que era un juego "único", excelente sucesor del original y que valía la pena volver a jugarlo.

## Expansiones
En 1992, Bullfrog lanzó Populous II: The Challenge Games, un disquete de expansión para la versión de Amiga, la cual traía un número similar de mundos para conquistar y varios mapas de desafíos especiales; todos basados enteramente en mitología japonesa.